# 恋をするつもりはなかった
『恋をするつもりはなかった』（こいをするつもりはなかった）は、鈴丸みんたによる日本の漫画。電子BL誌『メロキス』（ホーム社）にて2019年1月号（2018年12月25日配信）から9月号（8月23日配信）まで連載された。
恋愛イージーモードの男子大学生と、恋愛経験ゼロの会社員の恋愛模様を描いたボーイズラブ作品である。

## あらすじ
恋愛経験ゼロの会社員・桐谷佳乃は、会社の女子社員から素敵で見惚れられるほど美しく仕事もできるが、ゲイであることを隠して働いていた。佳乃は一度でいいから抱かれてみたいという願望を持っていたが、恋愛をすることは既に諦めていた。誕生日を迎え、30歳となった日に、佳乃は思い切ってゲイバーを訪れる。そこで銀髪のイケメン大学生・ロウと出会い、初めて抱かれた。その後、佳乃は、ロウと会うたび彼に惹かれていく。

## 登場人物
声の項は、ドラマCDのキャスト。
桐谷 佳乃（きりたに よしの）〈29→30〉
声：佐藤拓也
180cm。A型。12月25日生まれ。ゲイ。恋愛経験のないサラリーマン。
西嶋 狼（にしじま ろう）〈21〉
声：江口拓也
183cm。B型。バイ。銀髪のイケメン大学生。3年生。
スイ〈21〉
声：安田陸矢
ロウと幼馴染。黒髪の大学生で、バーでアルバイトをしている。世話焼き。

## 書誌情報
- 鈴丸みんた『恋をするつもりはなかった』ホーム社、全1巻
  1. 2019年9月25日発売[3]、ISBN 978-4-8342-6456-2

## ドラマCD
2020年5月20日、フィフスアベニューから発売された。

### キャスト
- 桐谷佳乃：佐藤拓也
- 西嶋狼：江口拓也
- スイ：安田陸矢
- マスター：美斉津恵友
- 老人：高橋伸也
- ロウの友人：坂泰斗、保住有哉
- ゲイバー客：岡野友佑
- 女性社員：小針彩希
- 男の子：永井真里子

### スタッフ
- 脚本：茶乃原ゆげ
- 脚本監修：鈴丸みんた
- 音響監督：蜂谷幸
- 音響効果：和田俊也
- 録音調整：田中直也
- 音響制作：デルファイサウンド
- 音響制作担当：大坪絢
- デザイン：SPIRALEDGE Inc.
- ロゴデザイン：円と球
- プロデューサー：渡邊愛
- エグゼクティブプロデューサー：加藤長輝

### 品番
| 発売日        | 規格品番                                |
| ------------- | --------------------------------------- |
| 2020年5月20日 | FACA-0332 FACA-0333（アニメイト限定盤） |